# Samgyetang

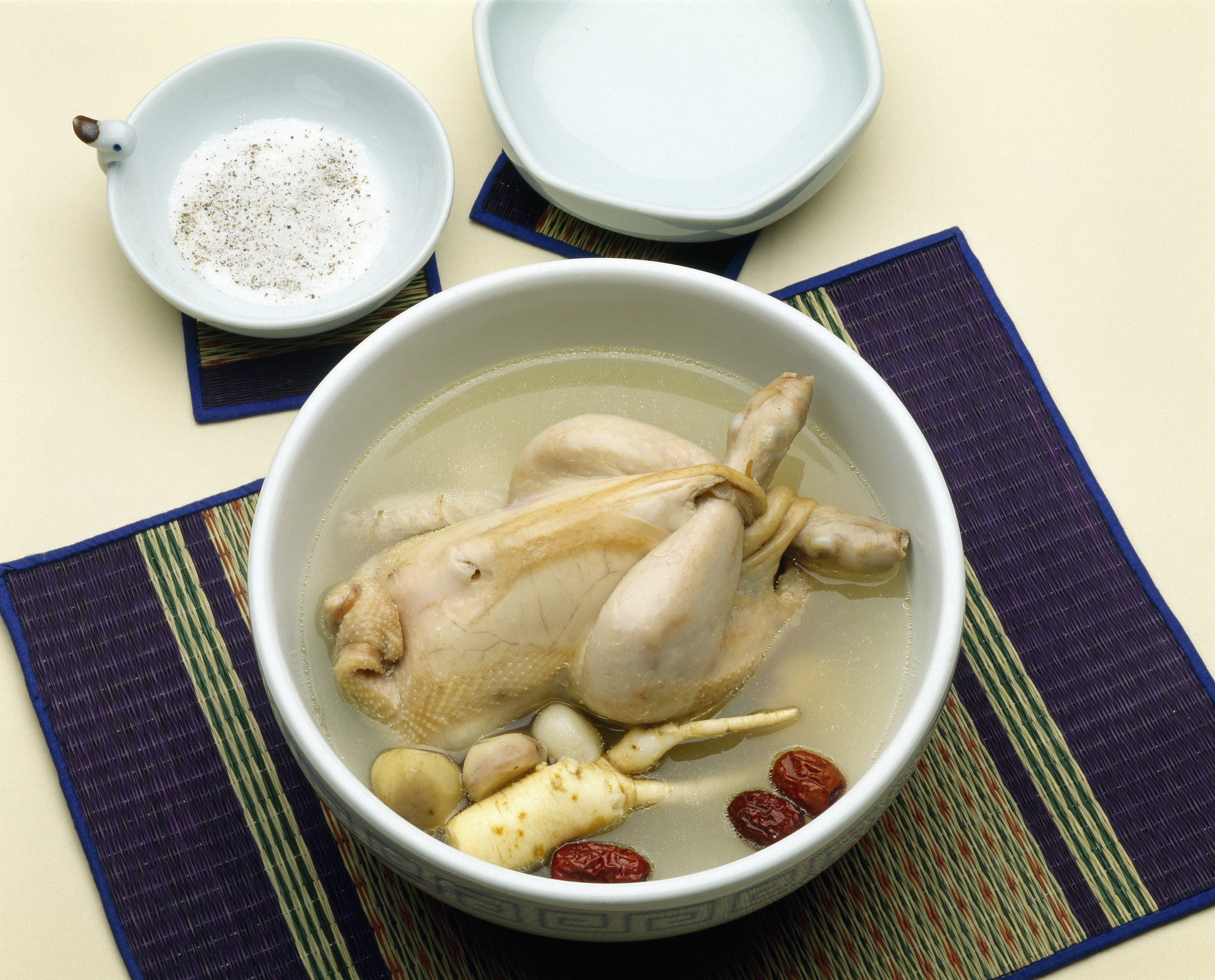
Samgyetang: Sopa coreana de galinha.

Samgyetang é uma sopa coreana de galinha e ginseng (“sam” é o ginseng, “gye” significa “galinha” e “tang”, “sopa”). Na China faz-se uma sopa parecida (em que a galinha não é recheada), chamada “Yun Sum Gai Tong” e ambas as culturas acreditam que esta sopa evita doenças, por causa das propriedades medicinais do ginseng. No entanto, segundo um mestre da medicina tradicional chinesa, nunca deve ser consumida quando a pessoa está doente, ou a doença ficará “presa” dentro do doente. 
Para a samgyetang deve usar-se uma galinha criada à solta, que tem menos gordura; de qualquer forma, tira-se a pele do animal e recheia-se com uma mistura de arroz glutinoso, ginseng seco, alho e jujuba (também conhecida como “tâmara chinesa” ); coze-se em fogo médio durante uma hora e, nessa altura, tira-se a galinha do caldo e serve-se separadamente, com molho de soja. O caldo deve ser limpo de algum excesso de gordura e servido quente, como uma sopa.